# Saudyjska Agencja Prasowa
Saudyjska Agencja Prasowa (arab. وكالة الأنباء السعودية, ang. Saudi Press Agency, skrótowiec: SPA)  – saudyjska państwowa agencja prasowa, z centralą w Rijadzie.
Jest organem saudyjskiego Ministerstwa Kultury i Informacji. Ma oddziały w Bonn, Kairze, Londynie, Tunisie i Waszyngtonie. 
Agencja jest właścicielem kilku dużych firm wydawniczych (na przykład Saudyjskiej Grupy Badawczej i Marketingowej, ar. المجموعة السعودية للأبحاث والتسويق, ang. Saudi Research and Marketing).